# Torsten Daume
Torsten Daume (* 2. Februar 1971 in Wuppertal) ist ein deutscher Basketballtrainer.

## Laufbahn
Daume stammt aus Wuppertal, er war Spieler beim ASV Wuppertal, beim VfL Bochum und bei der BG Wuppertal, ehe er zur Turngemeinde Zur roten Erde von 1848 Schwelm wechselte. Dort spielte er für die Herrenmannschaft, wurde Vorstandsmitglied und übernahm im Laufe der Saison 1998/99 das Traineramt bei der Herrenmannschaft. Er wurde zudem Leiter der Basketball-Abteilung des Vereins und führte Manager-Aufgaben aus. Im Frühjahr 2000 führte er die Schwelmer von der Regionalliga in die 2. Basketball-Bundesliga und erreichte dort als Aufsteiger den vierten Tabellenplatz. In den Spieljahren 2001/02 und 2002/03 wurde Schwelm unter Daume Vizemeister der 2. Bundesliga Nord, ehe 2003/04 der Titelgewinn folgte, wodurch die Mannschaft in die Basketball-Bundesliga aufstieg – dies war der bis dahin größte Erfolg der Vereinsgeschichte. Im Laufe der Meistersaison hatte Daume sein Team zu einer Serie von 17 Siegen in Folge geführt.
Daumes Mannschaft, die mittlerweile unter dem Namen Union Baskets Schwelm antrat, hatte mit dem Erfolg eine große Basketball-Begeisterung in der Region entfacht: Alle Bundesliga-Heimspiele wurden aus Platzgründen in der Unihalle Wuppertal ausgetragen, am Ende der Saison 2004/05 stieg Schwelm aber als Tabellenletzter wieder ab. Die finanzielle Situation machte einen Spielbetrieb in der 2. Liga nach dem Bundesliga-Abstieg unmöglich, Daumes Schwelmer Amtszeit endete somit im Frühjahr 2005.
Ende Dezember 2006 übernahm Daume, der mit seiner Familie mittlerweile nach Karlsruhe umgezogen war, den Trainerposten beim Zweitligisten USC Heidelberg. Im Februar 2011 kam es zur Trennung.
Im Mai 2011 wurde er Sportlicher Leiter bei der BG Karlsruhe in der 2. Bundesliga ProA, nach der Trennung von Tino Stumpf im Oktober 2011 übernahm er das Traineramt. In der Saison 2012/13 führte er die BG ins Halbfinale der ProA-Meisterrunde. Zum 1. Juli 2013 trat Daume zusätzlich zu seinen Traineraufgaben den Posten des Geschäftsführers der BG Karlsruhe GmbH an. Nach dem Abschluss der Saison 2013/14 endete seine Amtszeit in Karlsruhe.
Anschließend wurde Daume für ein Finanzdienstleistungsunternehmen tätig.